# Andreas Müller-Karpe
Andreas Müller-Karpe (* 4. November 1957 in München) ist ein deutscher Prähistoriker und Vorderasiatischer Archäologe.

## Leben
Andreas Müller-Karpe, ein Sohn des Prähistorikers Hermann Müller-Karpe, studierte Vor- und Frühgeschichte sowie Klassische Archäologie und Altorientalistik an der Universität Marburg, der Universität Tübingen und der Universität München. 1984 wurde er in Marburg mit einer Dissertation zum Thema „Hethitische Töpferei der Oberstadt von Hattuša. Ein Beitrag zur Kenntnis spät-grossreichszeitlicher Keramik und Töpferbetriebe unter Zugrundelegung der Grabungsergebnisse von 1978–82 in Bogazköy“ promoviert. Es folgten mehrere Jahre als Assistent am Institut für Vor- und Frühgeschichte der Universität zu Kiel. Hier habilitierte er sich 1991 mit der Arbeit „Altanatolisches Metallhandwerk“. 1995 wurde er Professor für die Archäologie Westasiens an der Universität Regensburg, ein Jahr später Professor für Vor- und Frühgeschichte in Marburg.
Müller-Karpe führte mehrere Ausgrabungen in Deutschland, in der Türkei und im Irak durch. Zur Aufnahme von Felsbildern bereiste er die Sahara. 1990 entdeckte er die hethitische Stadtruine bei Ortaköy, die später mit Šapinuwa identifiziert wurde. Seit 1992 forscht er in Kuşaklı (hethitisch Sarissa) und Kayalıpınar (Provinz Sivas). Andreas Müller-Karpe ist korrespondierendes Mitglied des Deutschen Archäologischen Instituts.
Müller-Karpes Frau, die Archäologin Vuslat Müller-Karpe (* 1957), verstarb am 7. August 2020 und wurde auf ihren Wunsch in der 3800 Jahre alten, früheren hethitischen Stadt Kayalipinar beigesetzt.

## Schriften
- Hethitische Töpferei der Oberstadt von Hattuša. Ein Beitrag zur Kenntnis spät-grossreichszeitlicher Keramik und Töpferbetriebe unter Zugrundelegung der Grabungsergebnisse von 1978–82 in Bogazköy (= Marburger Studien zur Vor- und Frühgeschichte. Bd. 10). Hitzeroth, Marburg 1988.
- Altanatolisches Metallhandwerk (= Untersuchungen aus dem Institut für Ur- und Frühgeschichte der Universität Kiel und dem Archäologischen Landesmuseum der Christian-Albrechts-Universität, Schleswig, sowie dem Landesamt für Vor- und Frühgeschichte von Schleswig-Holstein, Schleswig. N.F. Bd. 75). Wachholtz, Neumünster 1994, ISBN 3-529-01175-4.
- (Hrsg.): Kuşaklı-Sarissa. Verlag Marie Leidorf, Rahden 1997ff.
- (Hrsg.): Studien zur Archäologie der Kelten, Römer und Germanen in Mittel- und Westeuropa. Alfred Haffner zum 60. Geburtstag gewidmet (= Internationale Archäologie. Studia honoraria. Bd. 4). Verlag Marie Leidorf, Rahden 1998, ISBN 3-89646-384-5.
- Das Hethiterreich. In: Walter Demel u. a.: WBG Weltgeschichte. Eine globale Geschichte von den Anfängen bis ins 21. Jahrhundert. WBG, Darmstadt 2009. Band 1. S. 236–255.
- Sarissa. Die Wiederentdeckung einer hethitischen Königsstadt. wbg Philipp von Zabern, Darmstadt 2017, ISBN 978-3-8053-5057-0.
- als Herausgeber: Der Rhündaer Berg am Rande der Niederhessischen Senke. Eine prähistorische Höhensiedlung und ihr Umfeld (= Marburger Studien zur Vor- und Frühgeschichte. Band 27). Verlag Marie Leidorf, Rahden (Westfalen) 2020, ISBN 978-3-89646-110-0.
- Die Himmelsscheibe von Nebra und ihre anatolischen Bezüge (= Schriften aus dem Vorgeschichtlichen Seminar Marburg. Band 64). Vorgeschichtliches Seminar der Philipps-Universität, Marburg 2021, ISBN 978-3-8185-0563-9.

## Einzelbelege
1. ↑  Hürriyet.de vom 11. August 2020: Auf eigenen Wunsch. Türkei – Archäologin Vuslat Müller-Karpe in Kayalipinar beerdigt, abgerufen am 15. August 2020.

| Personendaten    | Personendaten                                            |
| ---------------- | -------------------------------------------------------- |
| NAME             | Müller-Karpe, Andreas                                    |
| KURZBESCHREIBUNG | deutscher Prähistoriker und Vorderasiatischer Archäologe |
| GEBURTSDATUM     | 4. November 1957                                         |
| GEBURTSORT       | München                                                  |